# Олександро-Пащенкове
Олександро-Пащенкове — село в Україні, Новопразькій селищній громаді Олександрійського району Кіровоградської області. Населення становить 3 особи. Орган місцевого самоврядування — Новопразька селищна рада.

## Населення
Згідно з переписом УРСР 1989 року чисельність наявного населення села становила 135 осіб, з яких 61 чоловік та 74 жінки.
За переписом населення України 2001 року в селі мешкала 21 особа. 100 % населення вказало своєю рідною мовою українську мову.